# Nataša Osmokrović
Nataša Osmokrović; z d. Leto (ur. 27 maja 1976 w Zagrzebiu) – chorwacka siatkarka, była reprezentantka kraju, grająca na pozycji przyjmującej. Od sezonu 2013/2014 grała w szwajcarskim klubie Voléro Zurych.

## Sukcesy

### reprezentacyjne
- Wicemistrzostwo Europy: 1997, 1999

### klubowe
- Superpuchar Włoch: 2005
- Puchar Top Teams: 2006[1]
- Srebrny medal Ligi Mistrzyń: 2010
- Brązowy medal Ligi Mistrzyń: 2006, 2011
- Puchar CEV: 2009
- Wicemistrzostwo Włoch: 2009
- Superpuchar Turcji: 2009, 2010, 2011
- Puchar Turcji: 2010
- Mistrzostwo Turcji: 2010, 2011
- Złoty medal Klubowych Mistrzostw Świata: 2010
- Złoty medal Klubowych Mistrzostw Świata: 2011
- Mistrzostwo Azerbejdżanu: 2012

## Nagrody indywidualne
- Najlepiej przyjmująca zawodniczka turnieju finałowego Ligi Mistrzyń 2008
- Najlepiej zagrywająca zawodniczka turnieju finałowego Ligi Mistrzyń 2010[2]
- Najlepsza przyjmująca Klubowych Mistrzostw Świata 2011
- Najlepsza atakująca Klubowych Mistrzostw Świata 2011
- Najlepsza punktująca Klubowych Mistrzostw Świata 2011
- MVP Klubowych Mistrzostw Świata 2011